# Sergio Rodríguez Febles
Sergio Rodríguez Febles, (nacido el 18 de octubre de 1993 en Los Realejos, Santa Cruz de Tenerife, Islas Canarias) es un jugador de baloncesto español que pertenece a la plantilla de Club Ourense Baloncesto de la Liga LEB Oro española y juega en la posición de alero con una altura de 2,04 metros.

## Trayectoria
Rodríguez es natural de Los Realejos y formado en el CB San Isidro, terminó de formarse en el máximo exponente de su ciudad, el Iberostar Tenerife, con el que debutó en LEB Oro y jugaría partidos en Liga ACB durante dos temporadas en ACB.
En la temporada 2014-15, Sergio estuvo cedido en las filas del Óbila Basket, equipo de la Adecco Plata, con el que se clasificó para las series finales y con el que promedió 11 puntos y 4,3 rebotes para 9,6 créditos de valoración por partido en los 30,3 minutos de media de los que dispuso.
La temporada 2015-16 fue cedido a Planasa Navarra, pese al descenso del cuadro navarro, terminó la temporada con unos números de 6.6 puntos y 3 rebotes por partido, además de un muy buen porcentaje en tiros de dos puntos (54%). 
En 2016, firma por el TAU Castelló para cerrar juego exterior del club castellonense para jugar en Liga LEB Oro.
En las siguientes temporadas realizaría dos buenas temporadas en Liga LEB Oro con CB Peñas Huesca y Club Ourense Baloncesto, lo que le valdría para dar el salto a la Liga Endesa en la temporada 2019-20.
En la temporada 2019-20 juega en las filas de RETAbet Bilbao Basket de la Liga Endesa, con el que promedia 4'2 puntos, 2'7 rebotes y 4'8 créditos de valoración.
En agosto de 2020, el alero de Los Realejos firma por una temporada con Iberostar Tenerife de la Liga Endesa, regresando así al club canario con el que se formaría como jugador.
En julio de 2023, se compromete con el CB Estudiantes de la Liga LEB Oro española.
El 11 de octubre de 2024, firma por el Club Ourense Baloncesto de la Primera FEB española.